# Rhododendron apiense
Rhododendron apiense är en ljungväxtart som beskrevs av Graham Charles George Argent. Rhododendron apiense ingår i släktet rododendron, och familjen ljungväxter. Inga underarter finns listade i Catalogue of Life.